# Rich Froning
Richard Froning Jr. ou Rich Froning, né le 21 juillet 1987, est un athlète américain, spécialiste de CrossFit, vainqueur en individuel des CrossFit Games (en) en 2011, 2012, 2013 et 2014. Il mène son équipe CrossFit Mayhem Freedom à la victoire des éditions 2015, 2016, 2018, 2019, 2021 et 2022 dans la catégorie par équipes.
En 2022, il a accumulé 10 médailles d'or et 2 médailles d'argent de CrossFit, faisant de lui l'athlète le plus médaillé de la discipline.
Froning découvre le CrossFit en 2009, termine sur le podium des CrossFit Games en 2010 et remporte les CrossFit Games en 2011. Il ouvre la salle d'entrainement CrossFit Mayhem à Cookeville dans le Tennessee.
En 2015, il cède la première place aux qualifications individuelles à Mathew Fraser, et décide alors de concourir par équipe en se consacrant exclusivement à l'entrainement de son équipe CrossFit Mayhem Freedom, qu'il mène à la victoire dès cette même année.
Jusqu'en 2019, il a le titre "d'homme le plus athlétique du monde" (Fittest Man On Earth) pour être le seul à avoir gagné 4 fois les CrossFit Games. En 2019, Mathew Fraser remporte à son tour sa quatrième victoire consécutive et partage ainsi son titre.